# Линкълн Сити (град, Орегон)
Линкълн Сити (на английски: Lincoln City) е град в окръг Линкълн, щата Орегон, САЩ. Линкълн Сити е с население от 7437 жители (2000) и обща площ от 13,9 km². Намира се на 1 m надморска височина. ЗИП кодът му е 97367, а телефонният му код е 541.